# Valladolid Rugby Asociación Club
El Valladolid Rugby Asociación Club, abreviado como VRAC, es un equipo español de rugby de la ciudad de Valladolid. El primer equipo sénior masculino compite en la máxima categoría del rugby español, la División de Honor, y disputa sus partidos en los campos de rugby Pepe Rojo, situados en el complejo deportivo ciudad de Valladolid, propiedad del Ayuntamiento de Valladolid, con capacidad para albergar a 4000 espectadores sentados y 1000 de pie.
Actualmente es el equipo más laureado del rugby español tras haber logrado 35 títulos: 13 campeonatos de División de Honor de rugby , 7 Copas del Rey, 8 Supercopas de España y 8 Copas Ibéricas.
Conquistó su primer título con la Copa del Rey de 1998. Sin embargo, ha sido en el periodo entre 2010 y 2025 cuando el “equipo quesero” ha obtenido 33 trofeos. Su actual entrenador, el vallisoletano Diego Merino, es el técnico más galardonado del rugby español con 28 títulos (9 Ligas, 5 Copas del Rey, 6 Supercopas y 8 Copas Ibéricas).
Durante estos 15 años el VRAC no solo ha ido acumulando títulos, también ha logrado varias plusmarcas dentro del rugby español e ibérico. Algunos de esos récords nacionales:
- Vencer en 13 Campeonatos de liga: 1998/99; 2000/01; 2011/12; 2012/13; 2013/14; 2014/15; 2016/17; 2017/18; 2018/19; 2019/20, 2020/21, 2022-23 y 2023/24.
- Lograr al menos un título durante 16 temporadas seguidas, desde la 2009/2010 hasta la actual 2024/2025.
- Único club en conseguir en dos ocasiones el trofeo de Liga en propiedad: 2014 y 2019
- Ganar la Liga en cinco ocasiones consecutivas: De 2016/2017 a 2020/2021
- Conseguir 8 Supercopas de España: 2010, 2012, 2013, 2014, 2015, 2016, 2017 y 2019.
- Obtener seis Supercopas de España consecutivas: De 2012 a 2017.
- Máximo Campeón de la Península con 8 Copas Ibéricas: 2014, 2017, 2018, 2019, 2020, 2022, 2023 y 2024.
- Ganar cinco Copas Ibéricas consecutivas: 2017, 2018, 2019, 2020 y 2022 (en 2021 no se celebró).
- Único club que logró cuatro competiciones en un mismo año. En el año 2014 (Liga, Copa Rey, Copa Ibérica y Supercopa de España)
- Su entrenador, Diego Merino, es el más laureado de la península ibérica al haber logrado 28 títulos: 8 Copas Ibéricas, 9 Ligas de División de Honor, 5 Copas de S.M. El Rey y 6 Supercopas de España.

## Historia

### Los inicios
La historia del club arranca en el Colegio Nuestra Señora de Lourdes de Valladolid. En los años 70, los “Hermanos de La Salle” introdujeron el rugby XV en el colegio con gran éxito entre los estudiantes (el llamado rugby educativo se practicaba desde 1961), consiguiendo crear una notable infraestructura que incluía varios campos reglamentarios de rugby (la "finca del Lourdes") y la formación de una notable cantera de jugadores, con equipos que participaban con éxito en las distintas competiciones y categorías de la época. El equipo sénior llegó a disputar tres campañas en la máxima categoría (la actual División de Honor), cuando esta fue ampliada, entre 1979 y 1982. Pero en el verano de 1986, cuando el centro escolar dejó de apoyar a la categoría sénior, los jugadores afectados decidieron fundar el Valladolid Rugby Asociación Club (VRAC).
En la temporada 86/87 el VRAC estuvo formado únicamente por los jugadores de categoría sénior, ya que el colegio continuaba apoyando a las categorías inferiores. El equipo sénior compitió con el nombre de VRAC Granja Conchita, y los juveniles lo hicieron todavía con el nombre de C.D. Lourdes. En la temporada 87/88, el Colegio de Lourdes eliminó por completo su sección de rugby. Los sénior decidieron proponer a los jóvenes jugadores de la cantera del colegio incorporarse a la estructura del VRAC-Granja Conchita, oferta que fue mayoritariamente aceptada.
El primer patrocinador, “Granja Conchita” (explotación ganadera de vacas de leche) inició la curiosa vinculación del club con empresas del sector lácteo vallisoletano. Después sería “Quesos Canal” y más adelante Queserías Entrepinares, vigente patrocinador. Esto ha hecho que el VRAC sea conocido popularmente como "El Quesos" y sus jugadores y aficionados como "queseros". 
De los tiempos del C.D. Lourdes proviene la identificación del equipo con los colores de la selección nacional de Escocia, (camiseta y medias azules y pantalón blanco), que ya nunca abandonaría. Esta especial identificación se debe a la admiración que los jóvenes rugbistas vallisoletanos sentían por los jugadores del “XV del Cardo” de los años 80, más pequeños físicamente que la mayoría de sus rivales, pero que nunca se daban por vencidos. Esta simpatía, conocida y correspondida desde Escocia, se transformó a partir de 2006 en cooperación con la Federación Escocesa de Rugby (SRU), consistente en múltiples estancias de selecciones escocesas de rugby de distintas categorías en Valladolid, así como otro tipo de colaboraciones. La música del himno de rugby escocés "Flor de Escocia" ha sido tomada por la afición como himno oficioso del VRAC.

### Jugar en la élite
En el ámbito deportivo, el primer equipo iba abriéndose hueco, obteniendo cada vez mejores resultados, por lo que el club pudo captar más patrocinadores que permitieron asegurar el desarrollo de la cantera. La temporada 90/91 se juega con la cooperación de un nuevo patrocinador y un objetivo claro: ascender de categoría. Y el VRAC Quesos Canal dio la sorpresa, consiguiendo el título de Primera División en la edición número XXIV, lo que implicaba el ascenso a División de Honor.
El ascenso a la máxima categoría del rugby español supuso hacer realidad un sueño, pero también un gran reto para un club aún muy joven. Supuso el cambio de patrocinador y “Queserías Entrepinares” confió en un proyecto a largo plazo para mantener al equipo en División de Honor. Desde entonces y salvo un breve lapso, el club siempre se ha llamado “VRAC Quesos Entrepinares”. El proyecto se adelantó a los planes previstos y, sorprendentemente, el equipo se fue consolidando con firmeza entre los mejores de la máxima división nacional. 
Mientras tanto la afición al rugby crecía paulatinamente en Valladolid, en buena medida gracias a la vieja rivalidad existente con el otro club vallisoletano de División de Honor, El Salvador, que tiene su origen en el colegio del mismo nombre fundado por la familia Enciso. Sana rivalidad rugbística iniciada en los tiempos en que ambos eran equipos de colegio. Producto de esa competencia y simbiosis, Valladolid ha llegado a ser, probablemente, la ciudad española donde más importancia ha adquirido este deporte, siendo reconocida por muchos como la capital del rugby español.

### Primeros títulos y competición europea
El triunfo en la Copa del Rey en 1998 significó la llegada del club a la cima. Se pasó del objetivo de lograr la permanencia al de luchar entre los grandes por los títulos nacionales, consiguiendo alcanzar el equilibrio deportivo. El entonces ya famoso “Quesos” asalta en la temporada 1998/99 el título liguero logrando repetir dos años después, temporada 2000/01 y consiguiendo el pase a las competiciones europeas. En ambos casos, Fernando de la Fuente “Canas” fue el máximo responsable del equipo.
En la temporada 1999/2000 el VRAC jugó la Copa Ibérica, contra el Grupo Desportivo Direito. Una nueva experiencia que permitió conocer el rugby fuera de España y aprender de él, tan distinto del español.  
En la temporada 2001/02 el VRAC participa en la European Shield, siendo el primer equipo de rugby español que ha jugado una competición internacional europea, enfrentándose a London Irish (Inglaterra) y Dax (Francia). Esta experiencia internacional se repitió en las temporadas 2002/03 y 2003/04 disfrutando de grandes encuentros contra algunos de los mejores equipos de Europa del momento como los ingleses del Newcastle Falcons y Leeds Tykes así como los italianos del Rugby Parma y Rugby Viadana.

### Madurez del club

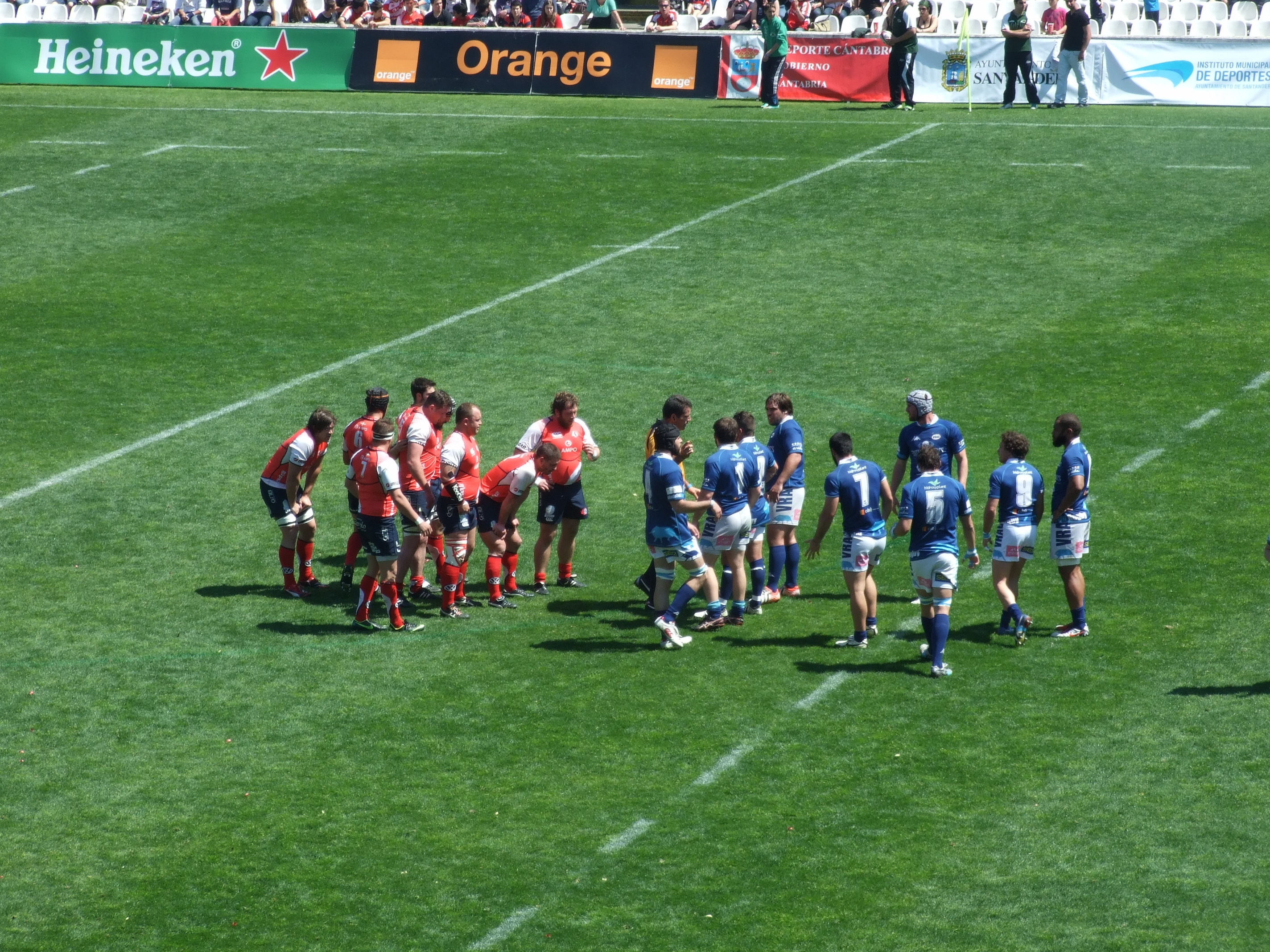
VRAC y AMPO Ordizia durante la Copa del Rey de rugby 2013

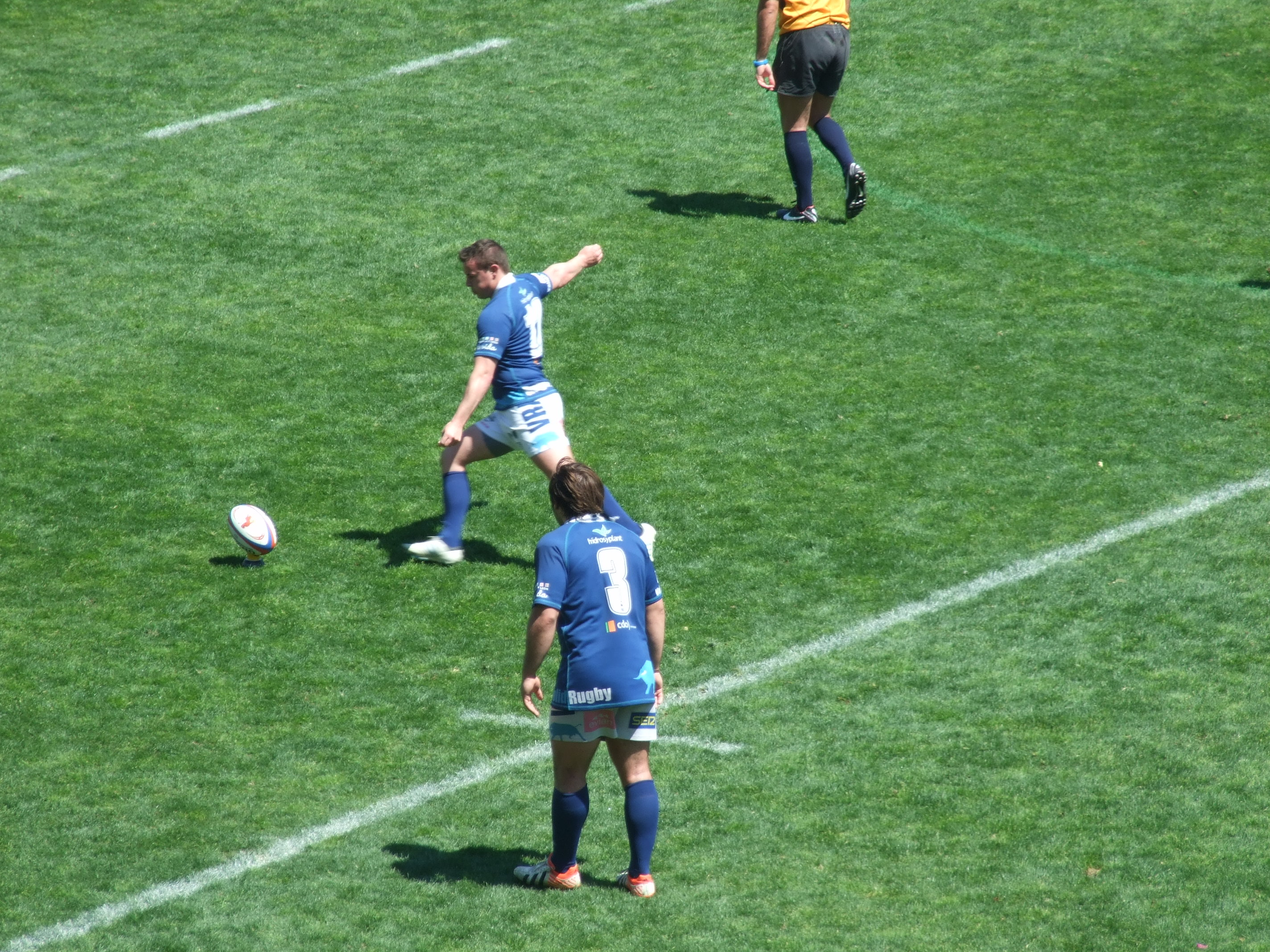
Lanzamiento a palos durante la Copa del Rey de rugby 2013

Durante muchos años el VRAC ha conseguido permanecer en la élite del rugby español manteniendo una filosofía en la que potencia su cantera y la complementa con jugadores foráneos, muchos de los cuales han acabado estableciéndose en Valladolid y han pasado a formar parte esencial del club.
Tras nueve años haciendo discretas temporadas y sin ganar ningún título, el VRAC da la sorpresa y se alza como campeón de la Copa de S.M. El Rey en mayo de 2010, venciendo por un resultado contundente al Club de Rugby La Vila, (33-17) con Miguel Velasco "Miguelón" de entrenador. Pocos meses después, este mismo grupo consiguió vencer al eterno rival (El Salvador) y obtener el primer título de la Supercopa de España para el club.
En la temporada 2011-2012, con Fernando de la Fuente “Canas” como entrenador y liderado por el gran jugador neozelandés Dan Waenga, se obtiene el título de Liga, campeonato que se decidió por el nuevo sistema de play-offs frente al Ordizia Rugby Elkartea con un éxito de juego y público asistente al campo de Pepe Rojo. 
En la temporada 2012 - 2013 se incorpora como jugador-entrenador, el mítico “Puma” argentino Lisandro Arbizu, consiguiéndose de nuevo el campeonato nacional de Liga, venciendo en una final apasionante a la Unió Esportiva Santboiana en la que los aficionados queseros fueron protagonistas animando hasta la extenuación a su equipo y llevándolo en volandas hasta una improbable y espectacular remontada. Previamente se había logrado la Supercopa de España.
En la temporada 2013/2014, con Diego Merino de entrenador, el VRAC consigue “el triplete”, algo histórico al ser capaces de ganar Supercopa, Copa del Rey y Liga, esta última en un derbi contra El Salvador con unos Campos de Pepe Rojo abarrotados. 
En diciembre de 2014 gana su primer partido internacional obteniendo, por fin, el ansiado título que faltaba en las vitrinas del club: la Copa Ibérica de Rugby. En esta quinta final se logró vencer en uno de los mejores partidos de la historia reciente del VRAC al CDUL portugués poniendo el broche final a un mágico año 2014 en el que se ganaron todos los títulos posibles. 
En la temporada 2015/16, el VRAC como campeón de la liga de División de Honor 2014/15, representó a España en la fase de calificación de la European Rugby Challenge Cup, en la que ganó dos partidos, contra Kituro Rugby Club (Bélgica) y Mogliano Rugby (Italia), pero perdió contra el Grupo Desportivo Direito (Portugal) y el Timişoara Saracens (Rumanía). 
El día 17 de abril de 2016 el VRAC protagonizó junto con el otro club vallisoletano, El Salvador, un acontecimiento que marcará la historia del rugby español, al jugar la final de la Copa del Rey en el estadio Zorrilla de Valladolid, ante más de 26 000 personas y en presencia de S.M. el Rey Felipe VI, que presidió el acto y entregó los trofeos. Esa cifra de asistentes constituye el récord para un partido de rugby de competición nacional y confirmó a Valladolid como "La ciudad del Rugby" española por excelencia. El acontecimiento contó con repercusión mundial y la prensa destacó la extraordinaria organización y el modo en que Valladolid honró los valores del rugby.
En la temporada 2016/17 el VRAC Quesos Entrepinares empieza la temporada jugando la Supercopa de España como subcampeón de la Copa del Rey en la temporada anterior. Obtiene el título tras vencer al Silverstom El Salvador. En la Copa del Rey es derrotado en la primera ronda por el Alcobendas. Acaba la fase regular de División de Honor en segunda posición. Finalmente en los playoffs se hace con su séptimo título de liga al vencer en la final a su eterno rival.
A día de hoy el VRAC Quesos Entrepinares es el único equipo de rugby español de DH que no ha descendido nunca de categoría. 
El VRAC también se preocupa de los aspectos sociales y gracias a esta faceta ha recibido numerosos galardones entre los que destaca el premio “Norte de Castilla” a la mejor entidad deportiva (2001), el premio “Valladolid Ciudad Deportiva” a la Mejor Entidad deportiva del año 2001, el Premio “Ciudad de Valladolid” al Mejor Deportista de Valladolid en los años 2001 y 2014 a los capitanes Fernando de la Calle y Pacote Blanco. Aunque, sin duda, el Premio Castilla y León del Deporte en 2013 es el que puso la guinda a una trayectoria impecable. Los dos clubs vallisoletanos protagonistas de la histórica final de Copa del Rey de 2016 recibieron ese año el "Premio Servir", del Rotary Club, y fueron premiados en la Gala Nacional del Deporte, organizada por la Asociación de la Prensa Deportiva Española, en reconocimiento por su labor de difusión de los valores del rugby.
A pesar de la crisis financiera que sumió a partir de 2008 a la sociedad española y particularmente al mundo del deporte, el VRAC ha seguido obteniendo unos balances económicos muy saneados año tras año que han posibilitado su crecimiento social y deportivo. De acuerdo con su filosofía fundacional, el club siente especial predilección por su cantera, destinando a la misma gran parte de sus recursos y apoyándose en ella para mantener una estructura sólida que le permita seguir avanzando. Los títulos obtenidos en categorías inferiores no hacen sino refrendar un trabajo bien hecho.
En el año 2015 se crea un equipo de rugby femenino para dar cabida al cada vez mayor número de niñas que venían practicando rugby desde las categorías inferiores del club. Desde 2016 el equipo femenino compite en la categoría regional que organiza la Federación de Rugby de Castilla y León.

## Palmarés
- División de Honor (13): 1998-99, 2000-01, 2011-12, 2012-13, 2013-14, 2014-15, 2016-17, 2017-18, 2018-19, 2019-20,[nota 1] 2020-21, 2022-23 y 2023-24.
- Copa del Rey (7): 1998, 2010, 2014, 2015, 2018, 2023 y 2025.
- Supercopa de España (8): 2010, 2012, 2013, 2014, 2015, 2016, 2017 y 2019.
- Copa Ibérica (8): 2014, 2017, 2018, 2019, 2020, 2022, 2023 y 2024.

## Resumen general de las temporadas
| Temporada | División de Honor | Copa del Rey | Supercopa de España | Copa Ibérica |
| --------- | ----------------- | ------------ | ------------------- | ------------ |
| 2011-12   | Campeón           | Grupos       | No participa        | No disputada |
| 2012-13   | Campeón           | Subcampeón   | Campeón             | Subcampeón   |
| 2013-14   | Campeón           | Campeón      | Campeón             | Subcampeón   |
| 2014-15   | Campeón           | Campeón      | Campeón             | Campeón      |
| 2015-16   | Subcampeón        | Subcampeón   | Campeón             | Subcampeón   |
| 2016-17   | Campeón           |              | Campeón             | No participa |
| 2017-18   | Campeón           | Campeón      | Campeón             | Campeón      |
| 2018-19   | Campeón           |              | Subcampeón          | Campeón      |
| 2019-20   | Campeón           |              | Campeón             | Campeón      |
| 2020-21   | Campeón           |              | No disputada        | Campeón      |
| 2021-22   | 9.º               |              | Subcampeón          | Campeón      |
| 2022-23   | Campeón           | Campeón      |                     | No participa |
| 2023-24   | Campeón           | Subcampeón   | Subcampeón          | Campeón      |
| 2024-25   | 3.º               | Campeón      |                     | Campeón      |

2010/11 SENIOR

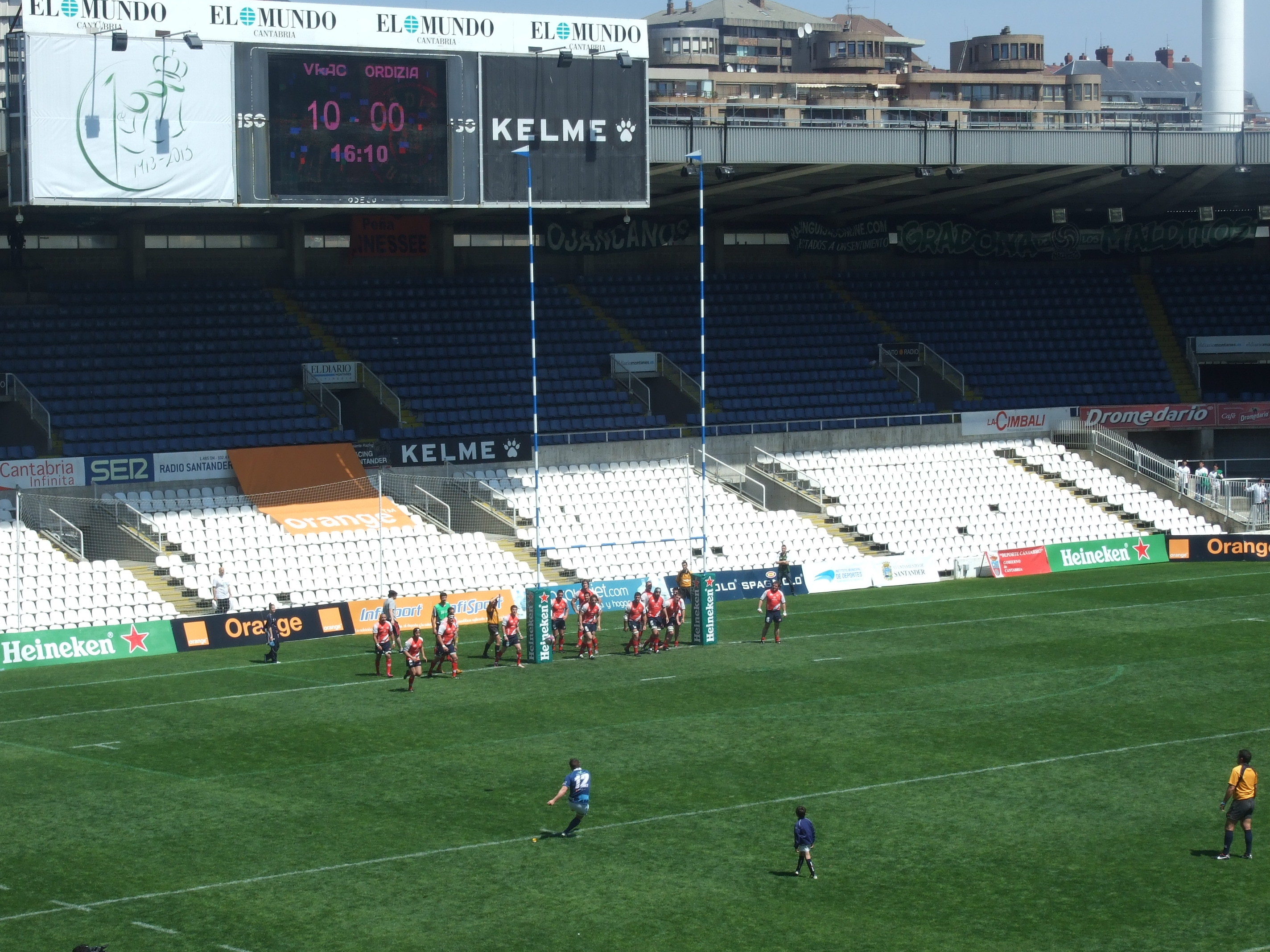
Tiro a palos durante la Copa del Rey de rugby 2013.

- 5.º Clasificado en la División de Honor,
- Subcampeón de la Copa del Rey en su LXXVIII edición,
- Campeón de la Supercopa de España.

2009/10 SENIOR
- 4.º Clasificado en la División de Honor,
- Campeón de la Copa de SM. El Rey en su LXXVII edición.

2008/09 SENIOR
- 4.º Clasificado en la División de Honor.

2007/08 SENIOR
- 4.º Clasificado en la División de Honor,
- Cuartofinalista de la Copa de S.M. EL REY en su LXXV edición,

2006/07 SENIOR
- 4.º Clasificado en la División de Honor,
- Semifinalista de la Copa de S.M. EL REY en su LXXIV edición,

2005/06 SENIOR
- 6.º en División de Honor,
- Subcampeón de la Copa del Rey en su LXXIII edición

2004/05 SENIOR
- 4.º Clasificado de División de Honor,
- Participación en la Copa de Europa de Clubes

2003/04 SENIOR
- 3.º Clasificado División de Honor,
- Compite en Copa de Europa de Clubes

2002/03 SENIOR
- 3.º Clasificado de la División de Honor,
- Semifinalista de la Copa de S.M. EL REY en su LXX edición

2001/02 SENIOR
- Premio El Norte de Castilla 2001,
- Premio Valladolid Ciudad Deportiva 2001 a la mejor entidad deportiva,
- Primer equipo español participante en La Copa de Europa de Clubes “European Shield”,
- 5.º en División de Honor,
- Subcampeón Copa Ibérica,
- Subcampeón Supercopa de España,
- Subcampeón de la Copa de S.M. El Rey en su LXIX edición

2000/01 SENIOR
- Campeón de la División de Honor.

1999/00 SENIOR
- Subcampeón de la Copa Ibérica,
- 5.º clasificado de la División de Honor,
- Semifinalista de la Copa de SM. El Rey en su LXVII edición

1998/99 SENIOR
- Campeón de la División de Honor,
- Semifinalista de la Copa de SM. El Rey en su LXVI edición

1997/98 SENIOR
- 4.º clasificado de la División de Honor (10 equipos)
- Campeón de la Copa de SM. El Rey en su LXV edición,
- Campeón de la Liga Territorial Sénior

1996/97 SENIOR
- 4.º clasificado de la División de Honor (10 equipos)
- Semifinalista de la Copa de SM. El Rey en su LXIV edición

1995/96 SENIOR
- 7.º clasificado de la División de Honor (10 equipos)
- Subcampeón de la Copa de SM. El Rey en su LXIII edición

1994/95 SENIOR
- 3.º clasificado de la División de Honor (12 equipos)

1993/94 SENIOR
- 4.º clasificado de la División de Honor (12 equipos)
- Eliminado en los Play-off por el título

1992/93 SENIOR
- 10.º clasificado de la División de Honor (12 equipos)
- Vence en el play-off por la permanencia al C.N. Montjuic

1991/92 SENIOR
- 10.º clasificado de la División de Honor (12 equipos)
- Debut en la División de Honor

1990/91 SENIOR
- Campeón del grupo Centro-Sur de la 1.ª División
- Ascenso a División de Honor

1989/90 SENIOR
- 2.º clasificado del grupo Centro-Sur-Noroeste de la 1.ª División

1988/89 SENIOR
- 8.º clasificado del grupo Centro-Sur-Noroeste de la 1.ª División

1987/88 SENIOR
- 9.º clasificado del grupo Centro-Sur-Noroeste de la 1.ª División

1986/87 SENIOR
- 8.º clasificado del grupo Centro-Sur-Noroeste de la 1.ª División